# Bucculatrix latviaella
Bucculatrix latviaella is een vlinder uit de familie ooglapmotten (Bucculatricidae). De wetenschappelijke naam is voor het eerst geldig gepubliceerd in 1990 door Sulcs.
De soort komt voor in Europa.